# Santa Maria de Marinyans
Santa Maria de Marinyans fou una església del poble desaparegut de Marinyans, pertanyent a la comuna de Serdinyà, de la comarca del Conflent, a la Catalunya del Nord.

## Situació
Aquesta església és uns 200 metres al nord-est de la masia de Marinyans, en territori de l'antic poble d'aquest nom. Marinyans és a l'esquerra de la Tet, dalt d'un coster, a uns 700 metres d'altitud i a uns 800 metres en línia recta de Serdinyà.

## Història
Santa Maria de Marinyans era la seu d'una pabordia de Santa Maria de Serrabona, tal com consta en una donació del 1151. El 1260 consta el monasterium Sancte Marie de Marinanis, sense que es pugui definir amb més precisió la implantació de la pabordia, tot i que consta la seva riquesa. L'església amenaçava ruïna el 1895, per la qual cosa fou enderrocada.

## L'edifici
Les restes conservades d'aquesta església mostren una obra del segle xii avançat, o ja del XIII, amb un aparell de carreus de granit de grans dimensions i ben tallats, propi del romànic final. Era una església d'una sola nau, capçada a llevant per un absis semicircular. La nau feia 4,85 m d'amplada per 4 d'alçada i unes parets d'un gruix d'1,85.